# Brendan Fraser
Brendan James Fraser (Indianápolis, 3 de dezembro de 1968) é um ator norte-americano, tendo também a nacionalidade canadense, é conhecido por estrelar diversos filmes de sucesso de aventura e comédia, como A Múmia, George - O Rei da Floresta e Viagem ao Centro da Terra.
Entre o final da década de 2000 até meados da década de 2010, Fraser diminuiu seus trabalhos no cinema devido a vários problemas de saúde, perdas pessoais e consequências de uma agressão sexual cometida contra ele em 2003 por Philip Berk, o então presidente da Hollywood Foreign Press Association. Ele passou a trabalhar na televisão com papéis em Texas Rising (2015), The Affair (2016–2017), Trust (2018) e Doom Patrol (2019–presente). Sua carreira cinematográfica foi revitalizada por aparições em filmes elogiados como No Sudden Move (2021), de Steven Soderbergh, e The Whale (2022), de Darren Aronofsky; sua interpretação neste último recebeu elogios da crítica e rendeu-lhe o Critics Choice, o Screen Actors Guild Award e o Oscar da Academia de Melhor Ator, assim como uma indicação ao BAFTA.

## Biografia
Filho de um executivo do ramo do turismo, nasceu em Indianápolis, em 3 de dezembro de 1968. Graças ao trabalho do pai, sua família mudava muito de residência, chegou a morar em locais dos mais variados, como Ottawa, Londres, Roma ou Seattle. Durante o tempo que morou em Londres, começou a se interessar pela interpretação. Quando foi morar em Seattle, matriculou-se no Seattle’s Cornish Institute, onde deu início aos estudos para ator.

## Carreira
Após trabalhar no filme Apostando no Amor, em 1991, teve evidência na comédia adolescente O Homem da Califórnia como o troglodita congelado que acorda nos dias atuais. O papel, embora parecesse bobo, pedia muito no sentido de interpretação para ser convincente. O próximo trabalho de evidência foi o papel de um estudante judeu em Código de Honra, filme de sucesso em 1992.
Em 1994, protagonizou a comédia Os Cabeças de Vento, fazendo um roqueiro maluco que, com sua banda, realiza um sequestro para ter evidência da mídia. Ao lado de Joe Pesci, fez o belo Com Mérito, como um estudante de Harvard que perde sua tese e quer recuperá-la com um mendigo que a achou, de quem se torna amigo. Ainda na mesma época, faz um louco jogador de basquete em O Pancada. Uma revista chegou a descrevê-lo como um misto de bobo e sexy, dada a predominância de seus papéis nesse aspecto, principalmente na segunda metade da década de 1990.
Em 1996 interpreta Bill Winterbourne em O Comboio do Destino, ao lado de Shirley MacLaine. Em 1997, Fraser protagonizou a comédia George of the Jungle, adaptação em live-action do desenho animado, que foi um sucesso de bilheteria. Já Deuses e Monstros mostrou seu lado mais sério, como o jardineiro que tem um envolvimento com o cineasta homossexual James Whale, interpretado por Ian McKellen.
Em 1999, Fraser estrelou o remake de A Múmia, desta vez mostrando seu talento com ação e aventura. O filme colocou Fraser entre os grandes de Hollywood, faturando 414 milhões de dólares nos cinemas de todo o mundo, sendo seu maior sucesso comercial. Na sequência, estrelou vários filmes que tiveram um desempenho inferior ou apenas moderado nas bilheterias, como as comédias Polícia Desmontada, e De Volta para o Presente, em que fez um rapaz que nasceu e foi criado num abrigo anti-nuclear desde a década de 1960.
Em 2000 participou apenas de dois projetos, fazendo dublagem do personagem principal do desenho Sinbad: Nos limites da Aventura e o filme Endiabrado, ao lado de Elizabeth Hurley. Em 2001, Fraser estrelou Monkeybone - No Limite da Imaginação, o filme que custou 75 milhões de dólares, faturou apenas 2,68 milhões em seu fim de semana de estréia, sendo um fracasso de bilheteria e crítica. Meses depois, Fraser compensou os executivos de Hollywood com a arrecadação de O Retorno da Múmia, que em seu final de semana de estréia faturou quase 70 milhões de dólares, e tornou-se a produção a estrear fora de feriado mais lucrativa da história. Em 2002, ele estrelou ao lado de Michael Caine o drama político O Americano Tranquilo, que foi bem recebido pelos críticos. Em 2004, participou do filme vencedor do Oscar de melhor filme, Crash - No Limite. Em março de 2006, ele foi introduzido na Calçada da Fama do Canadá, sendo o primeiro ator americano a receber a honra. Após um hiato de seis anos na franquia, Fraser retornou para uma nova sequência da franquia A Múmia, lançada em agosto de 2008 e intitulada A Múmia: Tumba do Imperador Dragão. Ainda em 2008, estrelou e produziu o longa Viagem ao Centro da Terra, que foi um grande sucesso de bilheteria, lucrando mais de 240 milhões de dólares mundialmente. Também atuou no filme de fantasia Inkheart.
Em 2010, Fraser estrelou a produção Elling da Broadway, mas a peça foi encerrada após 9 apresentações devido a críticas negativas. No mesmo ano, estrelou o drama Decisões Extremas, ao lado de Harrison Ford e Keri Russell, interpretando um executivo que tem dois filhos que sofrem da doença de pompe. Depois de atuar em Deu a Louca nos Bichos, Fraser deixou de ser representado por William Morris Endeavor, e passou a ser representado pela Creative Artists Agency. Após um longo hiato, Fraser se juntou ao elenco recorrente da série de drama The Affair, durante a terceira temporada, onde interpretou o guarda de prisão Gunthe.
Em 2018, interpretou James Fletcher Chace, na série Trust. Atualmente, atua em Doom Patrol, série do streaming DC Universe.
Em setembro de 2020, Fraser foi escalado como o gângster Doug Jones no filme policial de época de Steven Soderbergh, No Sudden Move, lançado em 2021. Em janeiro do mesmo ano, Fraser foi anunciado como o protagonista do filme de Darren Aronofsky, The Whale (A Baleia). O filme estreou no Festival Internacional de Cinema de Veneza em setembro de 2022. A atuação de Fraser foi muito elogiada e o filme foi aplaudido de pé por seis minutos no festival e posteriormente lhe rendeu dezenas de prêmios, incluindo Globo de Ouro, o SAG e o Oscar de Melhor Ator. Ele se tornou o primeiro canadense a ganhar o prêmio de melhor ator.
Em agosto do mesmo ano, Fraser foi anunciado como parte do elenco do próximo filme de Martin Scorsese, Killers of the Flower Moon, bem como da próxima comédia de Max Barbakow, Brothers. Em outubro de 2021, Fraser foi escalado para interpretar o vilão Firefly no filme de super-herói Batgirl, ambientado no DC Extended Universe; o lançamento do filme foi cancelado em agosto de 2022, na esteira das mudanças de prioridades do estúdio Warner Bros.
Após voltar a atuar em The Whale em 2022, Fraser se recusou a comparecer à cerimônia do Globo de Ouro de 2023 devido à falta de reconciliação ou pedido de desculpas em relação às acusações de agressão. Philip Berk descreveu o relato de Fraser como uma "invenção total", mas em suas memórias de 2014, ele admitiu ter apalpado Fraser "de brincadeira".

## Vida pessoal
Foi casado com a atriz e escritora americana Afton Smith, com quem teve três filhos: Griffin Arthur Fraser, Leland Francis Fraser, Holden Fletcher Fraser.
O casamento durou de 1998 até 2007.

## Filmografia

### Cinema
| Ano  | Título do Filme                       | Papel                            | Nota                   |
| ---- | ------------------------------------- | -------------------------------- | ---------------------- |
| 1992 | Encino Man                            | Link                             |                        |
| 1992 | Código de Honra                       | David Greene                     |                        |
| 1993 | Son in Law                            | Link                             | Não-creditado          |
| 1994 | In the Army Now                       | Link                             | Não-creditado          |
| 1994 | The Scout                             | Steve Nebraska                   |                        |
| 1994 | Airheads                              | Chazz Darvey                     |                        |
| 1994 | With Honors                           | Montgomery 'Monty' Kessler       |                        |
| 1995 | Agora e Sempre                        | Veterano do Vietnã               | Não-creditado          |
| 1996 | Mrs. Winterbourne                     | Hugh Winterbourne                |                        |
| 1997 | George of the Jungle                  | George                           |                        |
| 1998 | Deuses e Monstros                     | Clayton Boone                    |                        |
| 1999 | Blast from the Past                   | Adam                             |                        |
| 1999 | A Múmia                               | Richard 'Rick' O'Connel          |                        |
| 2000 | Bedazzled                             | Elliot                           |                        |
| 2001 | The Mummy Returns                     | Richard 'Rick' O'Connel          |                        |
| 2001 | Monkeybone                            | Stu Miley                        |                        |
| 2002 | The Quiet American                    | Agente Alden Pyle                |                        |
| 2003 | Looney Tunes: De Volta à Ação         | D.J. Drake/Ele mesmo/Taz         | Aparição especial, voz |
| 2004 | Crash                                 | Rick                             |                        |
| 2006 | O Último Golpe                        | Jamie Bashant                    |                        |
| 2006 | 12 Horas até o Amanhecer              | Paul                             |                        |
| 2007 | The Air I Breathe                     | Pleasure                         |                        |
| 2008 | Journey to the Center of the Earth    | Trevor Anderson                  |                        |
| 2008 | Inkheart                              | Mortimer 'Silvertongue' Folchart |                        |
| 2008 | The Mummy: Tomb of the Dragon Emperor | Richard 'Rick' O'Connel          |                        |
| 2009 | G.I. Joe: The Rise of Cobra           | Gung Ho                          |                        |
| 2010 | Furry Vengeance                       | Dan Sanders                      |                        |
| 2010 | Extraordinary Measures                | John Crowley                     |                        |
| 2011 | The Negotiator                        | Joe Maguire                      |                        |
| 2013 | Pawn Shop Chronicles                  | Ricky                            |                        |
| 2013 | Gimme Shelter                         | Tom Fitzpatrick                  |                        |
| 2013 | Escape from Planet Earth              | Scorch Supernova                 |                        |
| 2013 | A Case of You                         |                                  |                        |
| 2014 | The Nut Job                           | Grayson                          |                        |
| 2019 | The Poison Rose                       | Dr. Miles Mitchell               |                        |
| 2019 | Line of Descent                       | Charlie “Charu” Jopin            |                        |
| 2021 | No Sudden Move                        | Doug Jones                       |                        |
| 2022 | Batgirl                               | Garfield Lynns / Vagalume        | Filme cancelado        |
| 2022 | A Baleia                              | Charlie                          |                        |
| ASD  | Behind the Curtain of Night           | Ronay                            | Pós-produção           |
| ASD  | Killers of the Flower Moon            | W.S. Hamilton                    | Pós-produção           |
| ASD  | Brothers                              |                                  | Pós-produção           |

### Televisão
| Ano  | Título              | Papel                   | Notas                      |
| ---- | ------------------- | ----------------------- | -------------------------- |
| 1997 | Os Simpsons         | Brad                    | 9ª temporada, 1 episódio   |
| 2000 | King of the Hill    |                         | 5ª temporada               |
| 2001 | Scrubs              |                         | 1ª temporada, 2 episódios  |
| 2003 | Scrubs              | 3ª temporada            |                            |
| 2014 | The Affair          | John Gunther            |                            |
| 2015 | Texas Rising        | Billy Anderson          | 1ª temporada, 1 episódio   |
| 2018 | Trust               | James Fletcher Chace    | Minissérie                 |
| 2018 | Titans              | Homem-Robô/Cliff Steele | 1ª temporada, participação |
| 2019 | Patrulha do Destino | Homem-Robô/Cliff Steele | Elenco principal           |